# 浣熊
浣熊属哺乳纲食肉目浣熊科的一种动物。源自北美洲。前爪上有一層角質層，有時候需要浸在水裡使其軟化來提高靈敏度，所以看起來就像是把食物或者其他物品清洗乾淨，故名为浣熊。

## 特徵
浣熊通常重5.5到9.5公斤，但有记载的最重的可达28公斤。
眼睛周围为黑色，尾有5-6个黑色环纹，体长65至75厘米，尾长约25厘米，皮毛的大部分为灰色，也有部分为棕色和黑色。也有罕见的白化种。
浣熊是夜行性动物。杂食性，食物有水果、昆虫、鸟蛋和其他小动物。雖然是野生動物，但浣熊非常适应人類城市的生活，有些族群以都市為棲地，生活在近郊的浣熊常會潛入人類住處偷竊食物，加上眼睛週遭的黑色條紋特徵，因此被稱為“小偷熊貓”(panda thief)。
浣熊的交配季节为1或2月，在4或5月产下幼子（受天气影响），一胎4至5個。其一般住在树洞、地洞或山洞中。幼仔夏末就能断奶，开始独立生活。浣熊并不冬眠，但严寒的冬季会躲起来。浣熊一般只能生活几年，野生的已知最长寿命为12年。
浣熊的視覺並不發達，因此需要用觸覺來辨別物體。但是前爪上有一層角質層，有時候需要浸在水裡使其軟化來提高靈敏度，所以看起來就像是把食物或者其他物品清洗乾淨。

## 其他
有一段时间浣熊曾因其皮毛而被大量捕杀，但数量现已恢复。在北美洲，浣熊不時因為在公路附近出沒而被汽車撞死。
如果民区有浣熊出没，晚间时分遛狗要格外小心。小型犬被浣熊襲擊受伤甚至致死的事件时有发生。

## 饲养
浣熊可被作为宠物饲养，瑞典生物学家卡尔·林奈生前饲养有一只宠物浣熊，叫做Sjupp，是当时的瑞典王子阿道夫·弗雷德里克送给林奈；根据林奈的描述，Sjupp喜欢吃鸡蛋、杏仁、葡萄干、蛋糕、糖和各种水果，有时候会从林奈的学生的口袋里抢吃的，它讨厌醋等酸味的食物；它对认识的人非常友好，但是对于讨厌的人会很记仇，林奈的园丁曾经和它发生过冲突，以后Sjupp每次闻到他的味道都会大喊大叫。Sjupp因为与狗打架而受伤去世，为了解浣熊的生理结构，林奈解剖了Sjupp的遗体，后来在自然系统中对浣熊的部分描述就来自对Sjupp的观察和解剖。